# Lacanobia gemia
Lacanobia gemia là một loài bướm đêm trong họ Noctuidae.